# Rhodostemonodaphne miranda
Rhodostemonodaphne miranda là loài thực vật có hoa trong họ Nguyệt quế. Loài này được (Sandwith) Rohwer miêu tả khoa học đầu tiên năm 1986.